# Rejon stołpecki
Rejon stołpecki (biał. Стаўбцоўскі раён) – rejon w centralnej Białorusi, w obwodzie mińskim.
Polacy stanowią 26% mieszkańców rejonu (1989).

## Podział administracyjny
W skład rejonu wchodzą miasto Stołpce oraz 11 następujących sielsowietów:
- Derewno
- Litwa
- Mikołajewszczyzna
- Naliboki
- Nawakołasawa
- Rubieżewicze
- Szaszki
- Świerżeń Nowy
- Świerżeń Stary
- Wiśniowiec
- Zajamno.